# Języki lechickie
Języki lechickie – umowna nazwa przyjęta przez niektórych językoznawców na określenie północnej grupy języków zachodniosłowiańskich, posiadających pewne wspólne cechy w zakresie fonetyki, którymi posługiwały się plemiona lechickie. 
Termin ten wprowadził do lingwistyki w 1862 roku Aleksandr Hilferding.
Grupa ta powstała w wyniku dialektycznego rozpadu zespołu prasłowiańskiego. Mówiąc o prasłowiańszczyźnie, mamy na myśli okres trwający około 2000 lat, od początków rozpadu wspólnoty bałto-słowiańskiej (ok. 1500–1300 r. p.n.e.) do rozpadu wspólnoty językowej prasłowiańskiej (VI wiek – VII wiek n.e.). Języki lechickie cechują takie archaiczne cechy fonetyczne, jak zachowanie samogłosek nosowych, brak zmiany g w ɣ oraz zachowanie ʒ (dz) powstałego z *dj oraz *g zmiękczonego w drugiej palatalizacji.
Do grupy lechickiej zalicza się następujące języki i dialekty:
- grupa wschodnia:
  - język polski;
    - dialekt wielkopolski
    - dialekt mazowiecki
    - dialekt małopolski
    - dialekt śląski (uznawany na ogół za dialekt języka polskiego, niekiedy jednak za odrębny język)[5]
- grupa środkowa (niekiedy uznawane za dialekt języka polskiego):
  - język kaszubski
    - wymarła gwara słowińska
- wymarła grupa zachodnia:
  - wymarły język połabski (drzewiański)
  - wymarłe gwary marchijsko-magdeburskie
  - wymarłe gwary meklemburskie
  - wymarły dialekt rugijski
  - wymarłe gwary zachodniopomorskie[6]

## Rozmieszczenie geograficzne
Dialekty zachodniolechickie †
     Dialekty środkowolechickie
     Dialekty wschodniolechickie

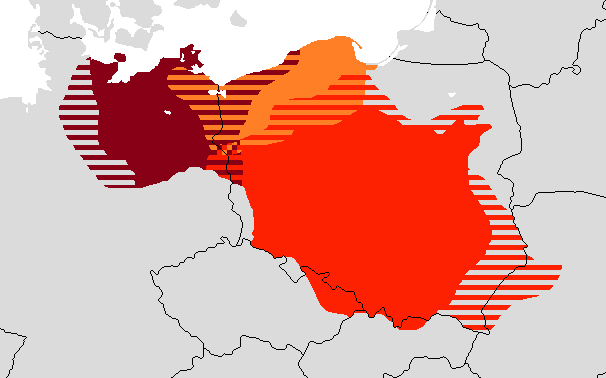
Przypuszczalny zasięg języków lechickich (ok. IX-X wiek):
Dialekty zachodniolechickie †
Dialekty środkowolechickie
Dialekty wschodniolechickie

Około roku 1000 obszar narzeczy lechickich ograniczały od południa Karpaty i Sudety, oddzielając je od obszarów czeskiego i słowackiego. Stoki Tatr nie były jeszcze wtedy skolonizowane, więc w tych rejonach, ani bardziej na zachód styczności polsko-słowackiej nie było. Inaczej było przy Beskidzie Niskim – przecięty Przełęczą Dukielską umożliwiał łączność obu obszarów językowych. W istocie dialekty wschodniosłowackie nawiązują w pewnych cechach do polszczyzny. Pomiędzy Karpatami a Sudetami znajduje się Brama Morawska, a na północ od niej mówi się gwarami laskimi, mającymi wiele cech polskich. Dalej na zachód Sudety skutecznie oddzielały tereny polskie od czeskich. Dawne kontakty polsko-czeskie być może miały miejsce jedynie w Kotlinie Kłodzkiej.
Naturalną granicą z językiem górnołużyckim stanowiła wielka puszcza między górnym Bobrem a Nysą Łużycką. W gwarach górnołużyckich nie ma śladów na związki z polszczyzną, co wskazuje na to, że ów las stanowił skuteczną zaporę. Granica z obszarem dolnołużyckim, biegnąca dolnym Bobrem, była mniej ostra i gwary leżące na wschód od tej rzeki miały charakter przejściowy. Na północ od Gubina granica lechicko-łużycka skręcała na zachód, szła na południe od Berlina, a na zachód od Wittenbergi, niedaleko ujścia Soławy, dochodziła do Łaby. Gwary połabskie sięgały też na lewy brzeg dolnej Łaby, w dzisiejszej Puszczy Lüneburskiej.
Na północy granicą terytorium Lechitów był Bałtyk od dzisiejszej Kilonii do ujścia Wisły. Lechicka była też wyspa Rugia. Na wschód od dolnej Wisły leżały ziemie niesłowiańskich Prusów. Na wschodzie narzecza lechickie nie sięgały tak daleko jak dziś – Suwalszczyzna, Podlasie i Chełmszczyzna stosunkowo niedawno weszły do polskiego obszaru językowego.
Przez wieki obszar lechicki uległ skurczeniu na zachodzie pod naporem germanizacji (tzw. Ostsiedlung) – tak wymarła cała lechicka Połabszczyzna, gwary Rugii, ziemi lubuskiej i prawie całego Pomorza Zachodniego i Dolnego Śląska. Język polski uzyskał natomiast nowe obszary na wschodzie: wspomniane Suwalszczyzna, Podlasie i Chełmszczyzna, i północy Warmia i Mazury. W połowie XX wieku w wyniku przesiedleń powojennych doszło do reslawizacji obszarów na wschód od Odry, ale język Ziem Odzyskanych nie ma nic wspólnego z dawną mową tych obszarów sprzed ich zniemczenia.

## Charakterystyka
Etnolekty pomorskie są niekiedy uznawane za pośrednie między wschodniolechickimi a zachodniolechickimi. Karol Dejna, mimo iż klasyfikował je jako przynależne do języka polskiego, określał je jako dialekt środkowolechicki.
Charakterystycznymi cechami języków lechickich są:
- przegłos prasłowiańskich *ě, *ę  przed spółgłoskami zębowymi twardymi odpowiednio w a, ǫ – tzw. przegłos lechicki. Przykładem rozszczepienia prasłowiańskiego *ě są wymiany jak pol. bielić || biały, połab. belĕt || b́olĕ. W języku polskim rozszczepienie *ę zostało ukryte przez zlanie się obu samogłosek nosowych w staropolszczyźnie, ale widoczne jest jeszcze po kaszubsku: celëca („cielęcia”; prasł. *ę przed miękką zębową) ale celąta i celąt („cielęta”, „cieląt”; prasł. *ę przed zębową twardą),
- przegłos (późnych) prasłowiańskich miękkich sonantów *ŕ̥, *ĺ̥ w podobnych pozycjach (cecha wspólna z językami łużyckimi),
- przejście (późnych) prasłowiańskich sonantów *r̥, *l̥, *ŕ̥, *ĺ̥ w sekwencje samogłoski i spółgłoski płynnej (pol. garnek, wilk, połab. gornăk, våu̯k, por. czes. hrnek, vlk),
- brak przejścia ʒ (dz) w z, zarówno gdy powstało ono z *g w warunkach drugiej palatalizacji słowiańskiej, jak i z wcześniejszej grupy *dj. Porównaj pol. pieniądze, czes. peníze i słowackie peniaze. W słowackim ʒ jest zachowane gdy pochodzi z *dj, np. medza, ale ostatecznym wynikiem drugiej palatalizacji g jest z,
- brak zmiany g → ɣ (pol. noga, połab. nügă, por. czes. i słc. noha),
- zachowanie samogłosek nosowych (pol. pięć, połab. pąt, porównaj czes. pět, głuż. pjeć).